# گل بی‌مرگ (سرده)
گل بی‌مرگ، گل خشک (نام علمی: Helichrysum) نام یک سرده از گیاهان از خانوادهٔ کاسنیان است که دارای ۶۰۰ گونه دارد.
در عربی و متون اولیهٔ فارسی، «الخالِدة» و «هلیکریز» گفته می‌شود؛ گیاهای بیابانی و زراعتی از تیرهٔ مرکبان که رنگ‌های انواع آن تا زمانی که گل‌هایشان مانده است، ثابت می‌ماند. برخی از گونه‌های هلیکریسوم به دلیل خواص دارویی خود شناخته شده‌اند و در طب سنتی برای درمان انواع بیماری‌ها مورد استفاده قرار می‌گیرند. به عنوان مثال، Helichrysum italicum، همچنین به عنوان گیاه جاودانه یا کاری شناخته می‌شود، به دلیل خواص ضد التهابی و آنتی‌اکسیدانی خود شناخته شده است و برای درمان بیماری‌های پوستی، مشکلات تنفسی و مشکلات گوارشی استفاده می‌شود. اسانس هلی کریسوم به دلیل اثرات آرام بخش و تسکین‌دهنده آن در رایحه درمانی نیز استفاده می‌شود.